# Scott Hamilton
Scott Hamilton (* 28. srpna 1958, Toledo, Ohio, USA) je bývalý americký krasobruslař, olympijský vítěz z roku 1984 a čtyřnásobný mistr světa.
Jeho skuteční rodiče jsou neznámí, adoptovala ho rodina Hamiltonova. V dětství trpěl záhadnou chorobou (patrně šlo o Shwachmanův–Diamondův syndrom), která zastavila jeho růst (měří pouze 163 cm). Krasobruslení se věnoval od roku 1973 díky podpoře dobročinné nadace. Byl vlajkonošem amerického týmu na olympiádě v Lake Placid, kde skončil na pátém místě. V roce 1981 vyhrál své první mistrovství USA a v tomtéž roce se také stal mistrem světa. Až do roku 1984, kdy ukončil amatérskou kariéru, neprohrál ani jeden závod.
Poté vystupoval v ledních revue a působil jako komentátor televize CBS. Účinkoval ve filmu Ledově ostří a seriálech Tatík Hill a Roseanne. V roce 2004 mu byl diagnostikován nádor na mozku, v roce 2010 oznámil, že je úspěšně vyléčen. Vydal autobiografickou knihu The Great Eight: How to Be Happy (even when you have every reason to be miserable).